# João André Teixeira Mendes
João André Teixeira Mendes (Icó, 17 de março de 1781 — 1874) foi um militar brasileiro.
Oficial da Guarda Nacional do Brasil e político, protagonizou polêmicos eventos na história do Ceará. Também ficou conhecido pela alcunha de "Canela Preta".

## Biografia
João André Teixeira Mendes foi o quarto filho do casal Manoel Alexandre Teixeira Mendes e Maria Catarina Sebastiana de Arrendes e tinha como irmão mais velho o Pe. Filipe Benício Mariz. Pertenceu ao partido Conservador e foi membro da Comissão Militar do Icó, organizada pelo governo provisório imperialista daquela cidade para julgar os implicados na revolução de 1824 e tornada tristemente famosa pela alcunha de "Comissão Matuta". Foi julgado pelas mortes do Ten. Antônio Vieira do Lago Cavalcante e do Ten. Cel. José Cavalcante de Luna Albuquerque, sendo condenado à morte mais de uma vez em sucessivos julgamentos. Em Fortaleza as penas foram reduzidas a exílio de 20 anos no Amazonas. Faleceu quase centenário e segundo conta-se mantendo sua intransigência.